# Ulrich Immenga
Ulrich Immenga (* 5. Juni 1934 in Helmstedt) ist ein deutscher Rechtswissenschaftler mit dem Forschungsschwerpunkt Wirtschaftsrecht und emeritierter Hochschullehrer.

## Leben
Immenga wuchs in Helmstedt auf, machte 1954 sein Abitur in Braunschweig und absolvierte zunächst eine Lehre bei der Deutschen Bank. Hiernach studierte er zwei Semester Volkswirtschaftslehre an der Technischen Hochschule Braunschweig. Hieran schloss sich das Studium der Rechtswissenschaft an. Immenga studierte Recht an der Georg-August-Universität Göttingen, an der Freien Universität Berlin, an der Universität des Saarlandes und an der Julius-Maximilians-Universität Würzburg sowie in Ann Arbor in den USA. Nachdem er in München 1964 nach dem Referendariat in Würzburg das zweite Staatsexamen abgelegt hatte, wurde Immenga Wissenschaftlicher Mitarbeiter bei Ernst-Joachim Mestmäcker an der Westfälischen Wilhelms-Universität Münster und wurde dort zwei Jahre später zum Thema Wettbewerbsbeschränkungen auf staatlich gelenkten Märkten zum Dr. jur. promoviert. Nachdem er gemeinsam mit Mestmäcker an die Universität Bielefeld gewechselt hatte, habilitierte er sich 1970 zum Thema Die personalistische Kapitalgesellschaft, einer rechtsvergleichend ausgerichteten Arbeit.
Er wurde 1971 zunächst wissenschaftlicher Rat und Professor an der Universität Bielefeld, ging aber bereits im selben Jahr an die Universität Lausanne, wo er bis 1974 Inhaber des Lehrstuhls für deutsches Recht war, und anschließend 1974 als ordentlicher Professor an die Universität Göttingen. In Göttingen leitete Immenga die Abteilung für Internationales und Ausländisches Wirtschaftsrecht. Rufe an die Freie Universität Berlin (1979) und die Universität zu Köln (1987) lehnte er ab. Von 1990 bis 1991 war er Dekan der Juristischen Fakultät. Er emeritierte 1999 in Göttingen. Immenga lehrte auch als Gastprofessor in den Vereinigten Staaten, in der Schweiz, in Frankreich, in Spanien, in Japan und in China.
Neben seiner Tätigkeit als Professor beriet Ulrich Immenga die Europäische Kommission und wurde er 1979 Mitglied der Monopolkommission. Von 1986 bis 1989 war er der Vorsitzende der Monopolkommission. Nach dem umstrittenen Kauf des Luft- und Raumfahrtkonzerns Messerschmitt-Bölkow-Blohm durch das Automobilunternehmen Daimler-Benz trat er zurück. Bereits vor der erwarteten negativen Entscheidung des Bundeskartellamtes und der Veröffentlichung des Gutachtens der Kommission hatte es eine Ministererlaubnis gegeben. Er ist als beratender Rechtsanwalt in einer international ausgerichteten Kanzlei tätig.
Ulrich Immenga ist evangelisch, seit 1962 mit Ingeborg Immenga, geborene Mark, verheiratet und hat drei Kinder (Dirk, Frank und Silke).

## Werk
Immenga ist Mitverfasser des Immenga/Mestmäcker, einer Kommentierung zum deutschen und europäischen Wettbewerbsrecht. Daneben gab er Schriftenreihen zum Bank- und Börsenrecht und die Fachzeitschriften Europäische Zeitschrift für Wirtschaftsrecht (EuZW) und Zeitschrift für Wettbewerbsrecht (ZWeR) heraus. Bei der ZWeR ist er besonders im Bereich des Peer-Review tätig. Daneben ist Immenga Autor zahlreicher Aufsätze.
Er tritt in seinem wissenschaftlichen Werk für eine freiheitliche, markt- und wertorientierte Wirtschafts- und Rechtsordnung ein. Er vertritt hierbei die Auffassung, dass die Märkte sich nicht vollständig selbst überlassen werden können, sondern, dass es ordnender Rahmenbedingungen bedarf, um die Verantwortung der Marktteilnehmer zu gewährleisten. Immenga tritt für effektive Instrumente zur Verhinderung von Wettbewerbsbeschränkungen ein, wobei sowohl übermäßige Freiheitsbeschränkungen durch staatliche Regulierung, aber auch die private Machtausübung beschränkt sein sollen.

## Ehrungen
Ulrich Immenga ist seit 1986 Ehrendoktor der Universität Orléans und seit 1990 Träger des Bundesverdienstkreuzes Erster Klasse.

## Veröffentlichungen (Auswahl)
- Wettbewerbsbeschränkungen auf staatlich gelenkten Märkten. 1967.
- Die personalistische  Kapitalgesellschaft. 1970.
- Beiteiligungen von Banken in anderen Wirtschaftszweigen. 1976.
- als Hrsg. mit anderen: Großkommentar zum Gesetz gegen Wettbewerbsbeschränkung. 1981.